# Изложба „Цртеж и мала пластика” (1979)
Изложба „Цртеж и мала пластика” се одржала у периоду од 12. до 24. априла 1979. године, у Уметничком павиљону „Цвијета Зузорић” у Београду.

## Уметнички одбор
Избор радова за изложбу је обавио Уметнички одбор Друштва ликовних уметника Београда:
- Мило Димитријевић, председник Одбора
- Даница Антић
- Веселин Бањевић
- Стеван Боднаров
- Ђорђе Илић
- Милун Митровић
- Мира Сандић
- Феђа Соретић
- Славољуб Чворовић

## Излагачи

### Цртежи
1. Исак Аслани
2. Милија Белић
3. Анђелка Бојовић
4. Бошко Бекрић
5. Соња Бриски
6. Душан Бујишић
7. Љиљана Бурсаћ
8. Илија Вићић
9. Биљана Вуковић
10. Зоран Вуковић
11. Никола Вукосављевић
12. Душан Гавела
13. Шемса Гавранкапетановић
14. Мирослав Гајић
15. Ђорђе Голубовић
16. Оливера Грбић
17. Миливој Грујић Елим
18. Вјера Дамјановић
19. Фатима Дедић Рајковић
20. Евгениа Демниевска
21. Драго Дошен
22. Марија Драгојловић Бем
23. Миодраг Драгутиновић
24. Ђорђе Ђорђевић
25. Ружица Ђорђевић
26. Слободан Ђуричковић Ћако
27. Жељко Ћуровић
28. Јагода Живадиновић
29. Милан Жунић
30. Јован Р. Зец
31. Светлана Златић
32. Зоран Ивановић
33. Дејан Илић
34. Слободан Илић
35. Биљана Јанковић
36. Татјана Јерот
37. Светозар Јоановић Заре
38. Александар Јовановић Бириљ
39. Драгана Јовчић
40. Славиша Јоксимовић
41. Божидар Каматовић
42. Маријана Каралић
43. Бранислав Кеченовић
44. Оливера Килибарда
45. Божидар Кићевић
46. Слободан Кнежевић
47. Стеван Кнежевић
48. Дијана Кожовић
49. Милутин Копања
50. Гордана Крсмановић Коцић
51. Велизар Крстић
52. Љубодраг Маринковић Пенкин
53. Снежана Маринковић
54. Зоран Марјановић
55. Бранислав Марковић
56. Мома Марковић
57. Даница Масниковић
58. Мирјана Мартиновић
59. Вукица Мијатовић Теофановић
60. Весна Мијачика
61. Бранимир Мијушковић
62. Зоран Миленковић
63. Драган Милошевић
64. Бранко Миљуш
65. Љиљана Мићовић
66. Савета Михић
67. Драган Момчиловић
68. Марклен Мосијенко
69. Зоран Мујбеговић
70. Миодраг Нагорни
71. Властимир Николић
72. Дуња Николић Докић
73. Мирјана Николић Пећинар
74. Миливој Олујић
75. Бранко Паваза
76. Ружица Беба Павловић
77. Синиша Пајић
78. Миодраг Петровић
79. Омиљен Петровић
80. Тамара Поповић
81. Ставрос Попчев
82. Божидар Продановић
83. Кирила Радовановић
84. Љубица Радовић
85. Слободанка Ракић Дамјанов
86. Љиљана Ракић Ристић
87. Даница Ракиџић Баста
88. Јован Ракиџић
89. Кемал Рамујкић
90. Љиљана Ранђић
91. Миодраг Ристић
92. Видоје Романдић
93. Оливера Савић
94. Рада Селаковић
95. Мирко Сикимић
96. Мирољуб Стаменковић
97. Слободан Станивук
98. Милан Сташевић
99. Радмила Степановић
100. Жарко Стефанчић
101. Миливоје Стоиљковић
102. Мирослав Стојановић Пирке
103. Стеван Стојановић
104. Бранислав Суботић
105. Невена Теокаревић
106. Станка Тодоровић
107. Слободан Трајковић
108. Мирко Тримчевић
109. Јелена Трпковић
110. Лепосава Туфегџић
111. Вјекослав Ћетковић
112. Божидар Чогурић
113. Томислав Шебековић
114. Александар Шиверт

### Мала пластика
1. Славе Ајтоски
2. Милан Бесарабић
3. Ана Виђен
4. Војислав Вујисић
5. Милија Глишић
6. Радмила Граовац
7. Савица Дамјановић
8. Стеван Дукић
9. Светислав Здравковић
10. Љубица Злоковић Вујисић
11. Мира Јуришић
12. Оливера Килибарда
13. Милан Марковић
14. Миодраг Миљковић
15. Борислава Недељковић Продановић
16. Мирослав Николић Мирон
17. Михаило Пауновић Паун
18. Рајко Попивода
19. Мирослав Протић
20. Дринка Радовановић
21. Градимир Рајковић
22. Милорад Рашић Раша
23. Томислав Тодоровић